# Hidroksimetilglutaril-KoA lijaza
Hidroksimetilglutaril-KoA lijaza (EC 4.1.3.4, hidroksimetilglutaril koenzim A odvajajući enzim, hidroksimetilglutaril koenzim A lijaza, 3-hidroksi-3-metilglutaril koenzim A lijaza, 3-hidroksi-3-metilglutaril KoA odvajajući enzim, 3-hidroksi-3-metilglutaril-KoA lijaza, (S)-3-hidroksi-3-metilglutaril-KoA acetoacetat-lijaza) je enzim sa sistematskim imenom (S)-3-hidroksi-3-metilglutaril-KoA acetoacetat-lijaza (formira acetil-KoA). Ovaj enzim katalizuje sledeću hemijsku reakciju
()-3-hidroksi-3-metilglutaril-KoA {\displaystyle \rightleftharpoons } acetil-KoA + acetoacetat

## Literatura
- Nicholas C. Price; Lewis Stevens (1999). Fundamentals of Enzymology: The Cell and Molecular Biology of Catalytic Proteins (Third изд.). USA: Oxford University Press. ISBN 019850229X.
- Eric J. Toone (2006). Advances in Enzymology and Related Areas of Molecular Biology, Protein Evolution (Volume 75 изд.). Wiley-Interscience. ISBN 0471205036.
- Branden C; Tooze J. Introduction to Protein Structure. New York, NY: Garland Publishing. ISBN 0-8153-2305-0.
- Irwin H. Segel. Enzyme Kinetics: Behavior and Analysis of Rapid Equilibrium and Steady-State Enzyme Systems (Book 44 изд.). Wiley Classics Library. ISBN 0471303097.

## Spoljašnje veze
- Hydroxymethylglutaryl-CoA+lyase на 